# Dentobunus basalis
Dentobunus basalis is een hooiwagen uit de familie Sclerosomatidae.